# جيم كايرني
جيم كايرني (بالإنجليزية: Jim Cairney)‏ هو لاعب كرة قدم بريطاني في مركز الوسط، ولد في 13 يوليو 1931 في غلاسكو في المملكة المتحدة. لعب مع نادي بورتسموث ونادي يورك سيتي.